# Flavia Guimaraes Bueno
Flavia Guimaraes Bueno (* 13. Mai 1992) ist eine ehemalige brasilianische Tennisspielerin.

## Karriere
Guimaraes Bueno spielte hauptsächlich auf dem ITF Women’s Circuit, wo sie vier Doppeltitel gewann.
Sie spielte ihr erstes Profiturnier im September 2007 in Itajaí. Ihre ersten größeren Erfolge feierte sie 2011 mit dem viermaligen Erreichen des Viertelfinals bei den mit 10.000 US-Dollar dotierten Turnieren in Encarnación, Ribeirão Preto, Mogi das Cruzes sowie São Paulo. 2012 konnte sie das Achtelfinale des mit 25.000 US-Dollar dotierten Turniers in Brasília erreichen. 2014 stand sie im Halbfinale beim 10.000-Dollar-Turnier in Villa María. Weitere Erfolge im Einzel blieben bislang aus, dafür konnte sie aber im Doppel bis auf Position 428 im Juli 2012 steigen.
Guimaraes Bueno spielte im April 2018 ihr bislang letztes Profiturnier und wird seit Ende Dezember 2018 nicht mehr in den Weltranglisten geführt.

## Turniersiege

### Doppel
| Nr. | Datum              | Turnier         | Kategorie   | Belag     | Partnerin              | Finalgegnerinnen                     | Ergebnis          |
| --- | ------------------ | --------------- | ----------- | --------- | ---------------------- | ------------------------------------ | ----------------- |
| 1.  | September 2010     | Mogi das Cruzes | ITF $10.000 | Sand      | Beatriz Haddad Maia    | Maria Fernanda Alves Natasha Lotuffo | 6:1, 6:3          |
| 2.  | Mai 2011           | Itaparica       | ITF $10.000 | Hartplatz | Cecilia Costa Melgar   | Isabella Robbiani Luciana Sarmenti   | 6:3, 3:6, 6:4     |
| 3.  | November 2011      | Salvador        | ITF $10.000 | Hartplatz | Marcela Bueno          | Bárbara Luz Karina Venditti          | 7:62, 3:1 Aufgabe |
| 4.  | 13. September 2013 | Buenos Aires    | ITF $10.000 | Sand      | Stephanie Mariel Petit | Vanesa Furlanetto Carolina Zeballos  | 6:2, 6:4          |